# Caos calmo (film)
Caos calmo è un film del 2008 diretto da Antonello Grimaldi e interpretato da Nanni Moretti, tratto dall'omonimo romanzo di Sandro Veronesi, premio Strega nel 2006. Il film è stato in gara al Festival di Berlino 2008.

## Trama
Pietro Paladini, per uno strano scherzo del destino, rimane vedovo proprio nel momento in cui sta salvando la vita a una sconosciuta. Vivendo interiormente una sorta di "caos calmo", Pietro elabora una personale forma di lutto che lo porta a isolarsi dal mondo mettendo in "stand by" la propria vita: una mattina, davanti alla scuola, promette alla figlia che d'ora in avanti la aspetterà fuori fino alla fine delle lezioni. Seduto su una panchina scoprirà il mondo da un punto di vista diverso, ricevendo le visite di molti personaggi accorsi sia per consolarlo, straniti dalla sua inconsueta calma, sia per confidargli i loro problemi, che Pietro ascolta per lo più senza dire alcunché di utile. Ma saranno proprio questi personaggi in perenne crisi (tra cui il fratello, la cognata, i colleghi, la sconosciuta che ha salvato) uniti alle nuove conoscenze avute in questo paradossale "auto-isolamento" (un bambino Down, il proprietario del chiosco della piazza, una ragazza che porta ogni mattino a passeggio un San Bernardo) a smuovere Pietro verso la svolta e a ricominciare a vivere.

## Colonna sonora
Le musiche sono scritte da Paolo Buonvino, mentre la colonna sonora comprende brani di Radiohead, Stars, Rufus Wainwright ed il brano L'amore trasparente, scritto appositamente per il film da Ivano Fossati. Il brano vince il David di Donatello per la migliore canzone originale.

## Differenze del libro rispetto al film[1]
- Nella scena iniziale, in cui vengono avvistate le due bagnanti, Pietro e Carlo stanno giocando a racchettoni. Nel libro, invece, stanno asciugandosi dopo aver fatto surf.
- La macchina ammaccata da Marta è nel film una Lancia Musa, mentre nel libro è una Citroën C3.
- Il personaggio interpretato da Roberto Nobile sembra essere di origine siciliana, mentre nel libro è romano come Pietro.
- Innumerevoli differenze ruotano attorno al personaggio di Piquet, presente nel libro ma eliminato nel film. È lui nel libro ad essere infatti fidanzato con Francesca, dunque è lui ad avere problemi con la moglie e il figlio, inoltre la scena che si svolge a casa di Jean Claude nel film non è presente nel libro.

## Periodo di riprese
Il film è stato girato tra maggio e luglio 2007.

## Riconoscimenti
- 2008 - Festival di Berlino
  - Nomination Orso d'oro a Antonello Grimaldi
- 2008 - David di Donatello
  - Miglior attore non protagonista a Alessandro Gassmann
  - Miglior colonna sonora a Paolo Buonvino
  - Miglior canzone a Ivano Fossati (L'amore trasparente)
  - Nomination Miglior film a Antonello Grimaldi
  - Nomination Miglior regista a Antonello Grimaldi
  - Nomination Migliore sceneggiatura non originale a Nanni Moretti, Laura Paolucci e Francesco Piccolo
  - Nomination Miglior produttore a Domenico Procacci
  - Nomination Miglior attore protagonista a Nanni Moretti
  - Nomination Miglior attrice non protagonista a Isabella Ferrari
  - Nomination Miglior attrice non protagonista a Valeria Golino
  - Nomination Migliore fotografia a Alessandro Pesci
  - Nomination Migliore scenografia a Giada Calabria
  - Nomination Migliori costumi a Alessandra Toesca
  - Nomination Miglior trucco a Gianfranco Mecacci
  - Nomination Migliori acconciature a Sharim Sabatini
  - Nomination Miglior montaggio a Angelo Nicolini
  - Nomination Migliore sonoro a Gaetano Carito
  - Nomination Migliori effetti speciali visivi a Proxima
- 2008 - Nastro d'argento
  - Miglior produttore a Domenico Procacci
  - Migliore attore non protagonista a Alessandro Gassmann
  - Migliore sonoro a Gaetano Carito
  - Migliore colonna sonora a Paolo Buonvino
  - Migliore canzone originale (L'amore trasparente) a Ivano Fossati
  - Nomination Regista del miglior film a Antonello Grimaldi
  - Nomination Migliore attore protagonista a Nanni Moretti
  - Nomination Migliore montaggio a Angelo Nicolini
- 2008 - Globo d'oro
  - Globo d'oro speciale a Alessandro Gassmann
- 2008 - Ciak d'oro
  - Migliore attore non protagonista a Alessandro Gassmann[2]
  - Miglior fotografia a Alessandro Pesci[2]
  - Miglior manifesto[2]
- 2008 - Italian Online Movie Awards
  - Miglior film italiano (ex aequo con Mio fratello è figlio unico)
- 2008 - Federazione Italiana Film d'Essai
  - Migliore interpretazione femminile a Isabella Ferrari
  - Miglior produttore a Domenico Procacci

## Accoglienza
Gli incassi complessivi del film ammontano a 5372715 €.